# Veštačka inteligencija u zdravstvu
Veštačka inteligencija u zdravstvu je termin koji se koristi za opisivanje upotrebe algoritama i softvera za mašinsko učenje, ili veštačke inteligencije (VI), za oponašanje ljudske spoznaje u analizi, prezentaciji i razumevanju složenih medicinskih i zdravstvenih podataka, ili za prevazilaženje ljudskih mogućnosti pružanjem novih načina dijagnoziranja, lečenja ili prevencije bolesti. Konkretno, VI je sposobnost kompjuterskih algoritama da dođu do približnih zaključaka zasnovanih isključivo na ulaznim podacima.
Primarni cilj aplikacija veštačke inteligencije u vezi sa zdravljem je analiza odnosa između kliničkih podataka i ishoda pacijenata. Programi veštačke inteligencije se primenjuju na prakse kao što su dijagnostika, razvoj protokola lečenja, razvoj lekova, personalizovana medicina i praćenje i nega pacijenata. Ono što razlikuje tehnologiju veštačke inteligencije od tradicionalnih tehnologija u zdravstvu je sposobnost prikupljanja većih i raznovrsnijih podataka, njihove obrade i proizvodnje dobro definisanog rezultata do krajnjeg korisnika. VI to radi pomoću algoritama mašinskog učenja i dubokog učenja. Pošto su rendgenski snimci najčešći testovi snimanja koji se sprovode u većini odeljenja radiologije, potencijal VI da pomogne u trijaži i interpretaciji tradicionalnih radiografija (rendgenskih snimaka) je posebno vredan pažnje. Ovi procesi mogu prepoznati obrasce u ponašanju i stvoriti sopstvenu logiku. Da bi se stekli korisni uvidi i predviđanja, modeli mašinskog učenja moraju biti obučeni korišćenjem velikih količina ulaznih podataka. Algoritmi veštačke inteligencije se ponašaju drugačije od ljudi na dva načina: (1) algoritmi su doslovni: kada se postavi cilj, algoritam uči isključivo iz ulaznih podataka i može samo da razume ono što je programiran da uradi, (2) i neki algoritmi dubokog učenja su crne kutije; algoritmi mogu da predvide sa izuzetnom preciznošću, ali nude malo ili nimalo razumljivog objašnjenja za logiku koja stoji iza njihovih odluka osim podataka i tipa korišćenog algoritma.
Kako je široko rasprostranjena upotreba veštačke inteligencije u zdravstvu relativno nova, u toku su istraživanja njene primene u različitim oblastima medicine i industrije. Pored toga, veća pažnja se poklanja etičkim problemima bez presedana u vezi sa njenom praksom, kao što su privatnost podataka, automatizacija poslova i pristrasnosti u zastupanju. Štaviše, lideri u zdravstvu često se opiru novim tehnologijama koje je donela veštačka inteligencija u zdravstvu, što dovodi do sporog i neravnomernog usvajanja.

## Literatura
- Bennett CC, Doub TW, Selove R (јун 2012). „EHRs connect research and practice: Where predictive modeling, artificial intelligence, and clinical decision support intersect.”. Health Policy and Technology. 1 (2): 105—14. S2CID 25022446. arXiv:1204.4927 . doi:10.1016/j.hlpt.2012.03.001.
- Wahl B, Cossy-Gantner A, Germann S, Schwalbe NR (2018). „Artificial intelligence (AI) and global health: how can AI contribute to health in resource-poor settings?”. BMJ Global Health. 3 (4): e000798. PMC 6135465 . PMID 30233828. doi:10.1136/bmjgh-2018-000798.
- de Jesus A (21. 11. 2019). „Artificial Intelligence in Epidemiology”. Emerj. AI Research and Advisory Company.
- „Accelerating America's Leadership in Artificial Intelligence.”. whitehouse.gov. 11. 2. 2019  — преко National Archives.
- Wong J, Horwitz MM, Zhou L, Toh S (децембар 2018). „Using machine learning to identify health outcomes from electronic health record data”. Current Epidemiology Reports. Springer Science and Business Media LLC. 5 (4): 331—342. PMC 6289196 . PMID 30555773. doi:10.1007/s40471-018-0165-9.
- Lin WC, Chen JS, Chiang MF, Hribar MR (фебруар 2020). „Applications of Artificial Intelligence to Electronic Health Record Data in Ophthalmology”. Translational Vision Science & Technology. Association for Research in Vision and Ophthalmology (ARVO). 9 (2): 13. PMC 7347028 . PMID 32704419. doi:10.1167/tvst.9.2.13 .
- Moehring RW, Phelan M, Lofgren E, Nelson A, Dodds Ashley E, Anderson DJ, Goldstein BA (март 2021). „Development of a Machine Learning Model Using Electronic Health Record Data to Identify Antibiotic Use Among Hospitalized Patients”. JAMA Network Open. American Medical Association (AMA). 4 (3): e213460. PMC 8008288 . PMID 33779743. doi:10.1001/jamanetworkopen.2021.3460 .
- Schwartz JT, Gao M, Geng EA, Mody KS, Mikhail CM, Cho SK (децембар 2019). „Applications of Machine Learning Using Electronic Medical Records in Spine Surgery”. Neurospine. The Korean Spinal Neurosurgery Society. 16 (4): 643—653. PMC 6945000 . PMID 31905452. doi:10.14245/ns.1938386.193 .
- Shin S, Austin PC, Ross HJ, Abdel-Qadir H, Freitas C, Tomlinson G, Chicco D, Mahendiran M, Lawler PR, Billia F, Gramolini A, Epelman S, Wang B, Lee DS (фебруар 2021). „Machine learning vs. conventional statistical models for predicting heart failure readmission and mortality”. ESC Heart Failure. Wiley. 8 (1): 106—115. PMC 7835549 . PMID 33205591. doi:10.1002/ehf2.13073 .
- Cho SM, Austin PC, Ross HJ, Abdel-Qadir H, Chicco D, Tomlinson G, Taheri C, Foroutan F, Lawler PR, Billia F, Gramolini A, Epelman S, Wang B, Lee DS (август 2021). „Machine Learning Compared With Conventional Statistical Models for Predicting Myocardial Infarction Readmission and Mortality: A Systematic Review”. The Canadian Journal of Cardiology. Elsevier. 37 (8): 1207—1214. PMID 33677098. S2CID 232141652. doi:10.1016/j.cjca.2021.02.020.